# Delta Cassiopeiae
δ Cassiopeiae (Delta Cassiopeiae, kurz δ Cas) ist ein Stern im Sternbild Kassiopeia. Der Stern trägt die historischen Eigennamen Rukbat (Ruchbah, arabisch ركبة, DMG Rukba ‚Knie‘) sowie Ksora. δ Cas besitzt eine scheinbare Helligkeit von 2,68 mag und ist etwa 100 Lichtjahre entfernt.
Die Spektralklasse des Sterns lautet A5 IV. Der 2 – 2,5 M⊙ schwere Stern besitzt einen Radius von ca. 4 R⊙ und eine effektive Temperatur von ca. 8 100 K. δ Cas wird manchmal als Bedeckungsveränderlicher vom Typ Algol mit einer Periode von 759 Tagen und einem Minimum von 2,76 mag angeführt, wobei weder die Klassifizierung als Algol-Stern noch die Werte zu Periode und Minimum je bestätigt worden sind. Moderne Studien (Hipparcos-Mission) haben keine Helligkeitsschwankungen größer als 0,01 mag gezeigt. Der aktuelle General Catalogue of Variable Stars (Vers. 5.1) listet δ Cas als wahrscheinlich nichtveränderlichen Stern, dessen vermutete Veränderlichkeit sich nicht bestätigt hat. Ein Infrarotexzess wurde bei einer Wellenlänge von 60 μm beobachtet, was auf das Vorhandensein einer Trümmerscheibe hindeutet.